# Rajmiasto
Rajmiasto (ukr. Раймісто) – wieś na Ukrainie, w obwodzie wołyńskim, w rejonie rożyszczeńskim.